# SkyOS
SkyOS 是一个操作系统，由Robert Szeleney 开发。它开始於1996年，但是在版本5.0时完全重新改写。现在软件还在开发和测试中。SkyOS原先為自由軟體，使用大多数的开源软件，但是后来变成私有。作者已于2009年1月30日宣布暂停开发。
上个月，Szeleney突然将版本号6947的 SkyOS 5.0 beta免费放出下载，提供了一个用户名和序列号（user: public / serial: 4Q7W5-HTRRW-6WYHW-45KW7-XQLXL）。但目前网站无法访问，所有感兴趣的人只能从镜像网站下载（439MB，BT地址）了。